# Múltiplos
Na matemática, um múltiplo é o produto de qualquer quantidade e um inteiro. Em outras palavras, para as quantidades a e b, dizemos que b é um múltiplo de a caso b = na para alguns n inteiro, isto será chamado de multiplicador ou coeficiente. Se a não é zero, isso equivale a dizer que b/a é um número inteiro, sem resto. Se a e b são ambos inteiros e b é um múltiplo de a, então a é chamado de divisor de b. O produto de dois inteiros é chamado às vezes de múltiplo inteiro.

## Exemplo
Um número é múltiplo de nove somente se a soma dos valores absolutos de seus algarismos, quando expresso na base decimal, também for um múltiplo de nove.

## Propriedades
- 0 é múltiplo de todos os números
- n é produto de qualquer inteiro e qualquer inteiro é um múltiplo de n. Em particular, n, que é igual a {\displaystyle n\times 1}, é um múltiplo de n (cada inteiro é um múltiplo de si mesmo), já que 1 é um inteiro.
- Se a e b são múltiplos de x, em seguida, a + b e a – b também são múltiplos de x.